# Grzegorz Cisiecki
Grzegorz Cisiecki, ros. Григорий Анатольевич Тисецкий (ur. 24 listopada 1985) — rosyjski reżyser filmowy, scenarzysta i dramatopisarz. Autor tekstów dramatycznych. Współpracował z Clive'em Barkerem przy scenariuszu "Mister B. Gone". Jego debiut reżyserski z 2005, "EVGENIA" był zabroniony na Białorusi również jako "Veha".
Wydał "Sympozjum aniołów" (2002), "Niemy poeta" (2004), "Spinngewebe" (2005).
Pracuje także w teatrze.

## Filmografia
- EVGENIA (short film) (2005)
- Niewolnica (short film) (2006)
- Wecha (2006)
- Jadlo (short film) (2006)
- Scena (2007)
- Dym (short film) (2007)
- Mister B. Gone (pre-production)  (2013)

## Nagrody
- 2006 – Special Mention (Short Film Palme d’Or)
- 2007 – Special Jury Prize (Fantasporto Short Film Program)